# Robert Étienne
Robert Étienne (* 18. Januar 1921 in Mérignac, Département Gironde; † 4. Januar 2009 in Bordeaux) war ein französischer Althistoriker und Klassischer Archäologe.

## Leben und Wirken
Robert Étienne studierte von 1942 bis 1945 an der École Normale supérieure in Paris. Von 1946 bis 1947 war er Lehrer an einem Lycée (Gymnasium) in Nîmes. Anschließend war er von 1947 bis 1949 Mitglied der École française de Rome. 1949 bis 1955 arbeitete als Assistent an der historischen Fakultät der Universität Bordeaux, von 1956 bis 1957 wieder als Lehrer am Lycée. Von 1957 bis 1988 war er ordentlicher Professor für römische Geschichte an der Université Michel de Montaigne Bordeaux III. 1970 bis 1973 und 1976 bis 1979 war er Dekan der Fakultät. 1988 wurde Étienne korrespondierendes Mitglied der Académie des inscriptions et belles-lettres, 1999 folgte er Roland Martin als ordentliches Mitglied. Er war Mitglied der Ehrenlegion (Offizier) und Träger des Ordre national du Mérite und des Ordre des Palmes Académiques.
1947 bis 1960 leitete Étienne die Ausgrabungen in Volubilis (Marokko), 1958 in Apollonia (Libyen) und in Bordeaux. 1962 bis 1988 leitete er die Ausgrabungen in Conimbriga und São Cucufate in Portugal. Neben seinen wissenschaftlichen Veröffentlichungen schrieb er mehrere populärwissenschaftliche Darstellungen, von denen seine Bücher über Pompeji auch ins Deutsche übersetzt wurden.

## Schriften (Auswahl)
- Le culte impérial dans la Péninsule ibérique d’Auguste à Dioclétien. Paris 1958.
- Le Quartier Nord-Est de Volubilis. De Boccard, Paris 1960.
- La vie quotidienne à Pompéi (La vie quotidienne). Libraire Hachette, Paris 1966; Paris 1993, ISBN 2-01-015337-5.
  - deutsch: Pompeji. Das Leben in einer antiken Stadt. Reclam, Stuttgart 1974; 4. Auflage Reclam, Stuttgart 1991, ISBN 3-15-010245-6.
- Pompéi. La cité ensevelié (= Découvertes Gallimard Band 16). Editions Gallimard, Paris 1987.
  - deutsch: Pompeji. Die eingeäscherte Stadt (= Abenteuer Geschichte Band 20). Maier, Ravensburg 1991, ISBN 3-473-51020-3.
- mit Ioan Piso und Alexandru Diaconescu: Le Forum Vetus de Sarmizegetusa I (= Colonia Dacica Sarmizegetusa. Band 1). Editura Academiei Române, Bukarest 2006, ISBN 973-27-1428-X.